# Volksrat von Thüringen
Der Volksrat von Thüringen war das parlamentarische Organ der Gemeinschaft der thüringischen Einzelstaaten (Gemeinschaftsvertretung) vor der Gründung des Landes Thüringen am 1. Mai 1920. Gemäß dem Artikel 9 des „Gemeinschaftsvertrags über den Zusammenschluss der thüringischen Staaten“ vom 4. Januar 1920 übte der Volksrat die gesetzgebende Gewalt innerhalb der Gemeinschaft aus.

## Zusammensetzung
Der Volksrat setzte sich aus Abgeordneten der Einzelstaaten zusammen. Die Gesamtzahl der Mitglieder des Volksrates betrug 42. Auf die Einzelstaaten entfielen:
| Staat                               | Abgeordnete |
| ----------------------------------- | ----------- |
| Freistaat Sachsen-Weimar-Eisenach   | 10          |
| Freistaat Sachsen-Meiningen         | 7           |
| Volksstaat Reuß                     | 6           |
| Freistaat Sachsen-Altenburg         | 5           |
| Freistaat Sachsen-Coburg            | 5           |
| Freistaat Sachsen-Gotha             | 3           |
| Freistaat Schwarzburg-Rudolstadt    | 3           |
| Freistaat Schwarzburg-Sondershausen | 3           |

Hinzu kam die gleiche Zahl an stellvertretenden Mitgliedern für jeden Einzelstaat.

## Wahlen
Die Wahlen zum Volksrat fanden in den Landtagen der Einzelstaaten vom 23. Mai 1919 (Schwarzburg-Rudolstadt) bis zum 4. Juli 1919 (Sachsen-Meiningen) statt. Zwischen dem 16. Dezember 1919 und dem 11. Juni 1920 tagte der Volksrat insgesamt 31 Mal. Die Abgeordneten des Landes Sachsen-Coburg, dessen Bevölkerung sich in einer Volksbefragung am 30. November 1919 mehrheitlich für den Anschluss an Bayern und gegen Thüringen entschieden hatte, gehörten dem Volksrat nur bis zum 30. April 1920 an.